# William Cavendish (5e duc de Devonshire)
Pour les articles homonymes, voir William Cavendish.
William Cavendish, 5e duc de Devonshire (14 décembre 1748 – 29 juillet 1811) est un homme politique et pair britannique.

## Mariage et vie de famille[1]
William Cavendish (5e duc de Devonshire) s'est marié deux fois : en 1774 et en 1809.

### Mariage avec Georgiana Spencer

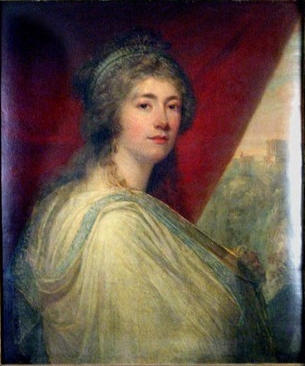
Georgiana, Duchesse du Devonshire
Angelica Kauffmann,1793
Stansted Park, Chichester

Le duc épouse le 6 juin 1774 Lady Georgia Spencer, fille du premier comte Spencer, John Spencer. Leur mariage fut compliqué, les deux époux ne s'entendant guère. 
Elle donne naissance à :  
- Georgiana Cavendish (1783-1858), qui épouse George Howard, 6e comte de Carlisle (1773-1844).
- Harriet Cavendish (1785-1862), qui épouse Granville Leveson-Gower, 1er comte Granville.
- William Cavendish (6e duc de Devonshire)

### Mariage avec Elizabeth Foster

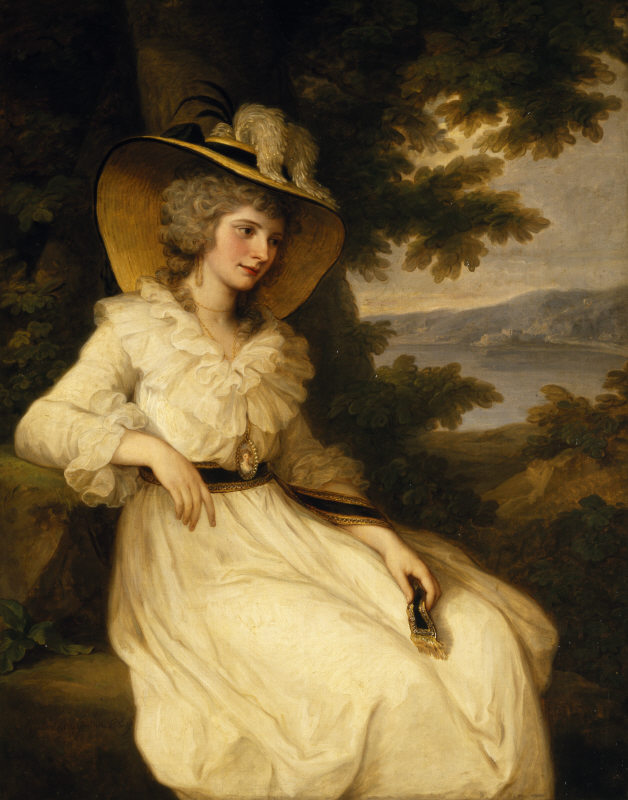
Lady Elizabeth Foster
Angelica Kauffmann, 1785-1787
Ickworth, Suffolk

À l'origine une amie proche de Georgiana Spencer, Lady Elizabeth Foster épouse en 1809 le duc, trois ans après la mort de son amie.

## Distinctions

### Décorations britanniques
- Ordre de la Jarretière (19 avril 1782)